# Carl Ludvig Thilson Locher

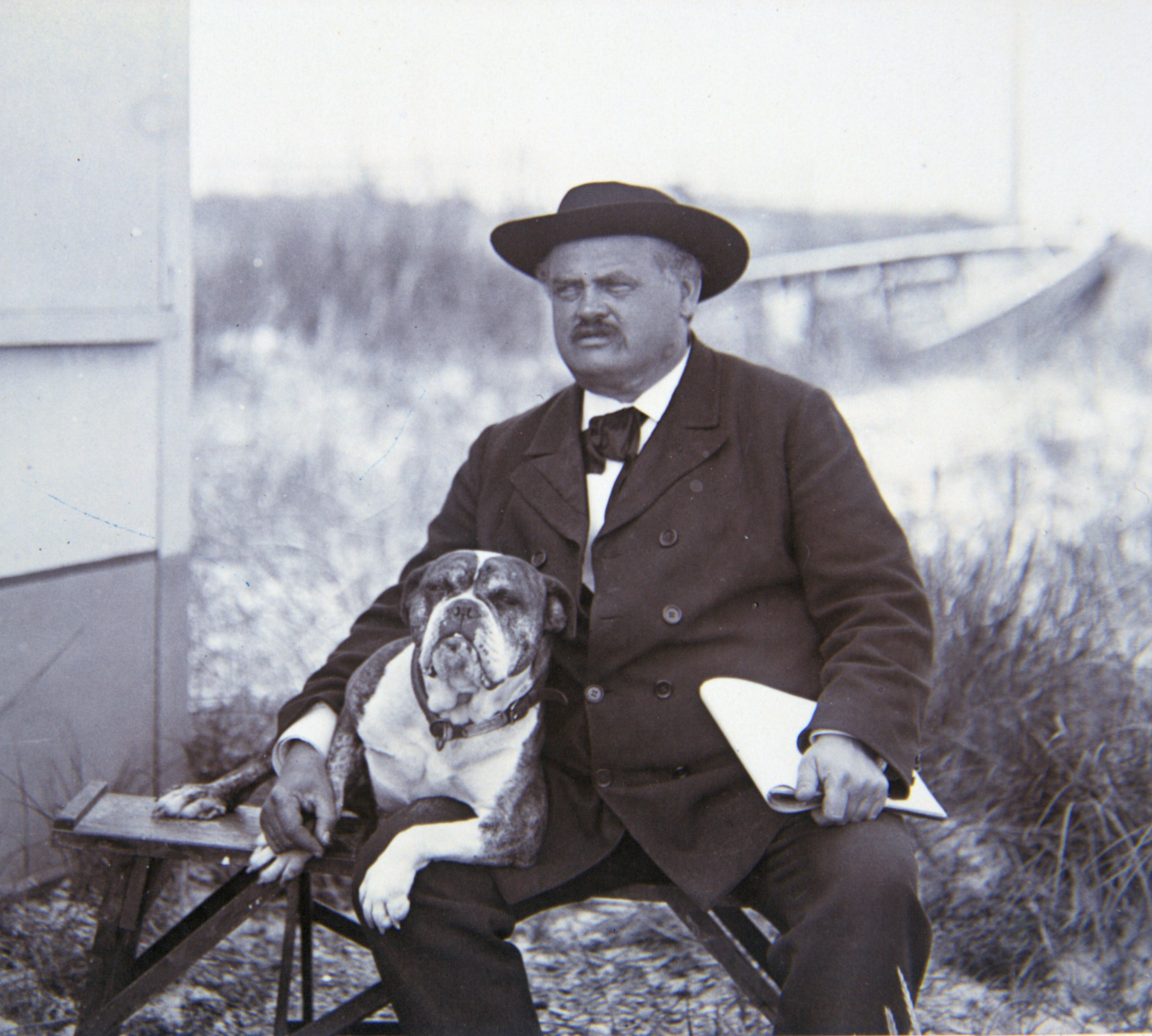
Carl Locher mit seinem Hund Tiger, Fotografie (ohne Jahr), Skagens Museum

Carl Ludvig Thilson Locher, auch: Carl Ludvig Locher und Carl Locher, (* 21. November 1851 in Flensburg; † 20. Dezember 1915 in Skagen) war ein dänischer Marinemaler, Radierer und Grafiker.

## Leben und Werk
Locher, Sohn des Marinemalers Jens Thielsen Locher, Vater des dänischen Bildhauers Axel Thilson Locher (1879–1941) und der Bildhauerin Ellen Locher Thalbitzer (1883–1956), Schwiegervater des Grönlandforschers William Thalbitzer (1873–1958), „verkörpert noch heute eine bedeutende Persönlichkeit innerhalb der dänischen Kunstgeschichte, da er die Marinemalerei revolutionierte“.
Lochers erste Ausbildung erfolgte durch den Vater. Im Jahre 1870 unternahm er eine Westindien-Reise; hier entstanden erste Zeichnungen. 1872 studierte er an der Königlich Dänischen Kunstakademie in Kopenhagen und schloss sich der Skagens-Kolonie an. 1875 studierte er bei Léon Bonnat in Paris; hier beeindruckte ihn der Impressionismus. Locher bereiste Westeuropa von Spanien bis Island und Grönland und lebte zeitweilig in Hornbæk. 1892 studierte er die Radierkunst bei Hans Meyer in Berlin. 1910 baute er ein Haus mit Meerblick in Skagen (Ortsteil Østerby), wo er bis zu seinem Tode 1915 weiterhin malte.
Lochers Werk dokumentiert die Entwicklung vom Segelschiff zum Dampfschiff und die Wandlung Skagens vom kleinen Fischerort zum beliebten Touristenziel. Zu den bekanntesten Bildern zählen Fiskekuttere i den lyse måneskinsnat („Fischkutter in der hellen Mondnacht“, 1888), Skagen Rev fyrskib („Feuerschiff am Riff von Skagen“, 1892) und vor allem Ved ageposten („Die Postkutsche“, 1885) – dieser Pferdewagen war die einzige Reisemöglichkeit zwischen Frederikshavn und Skagen, bevor 1890 die Eisenbahnstrecke eröffnet wurde.

## Bildergalerie

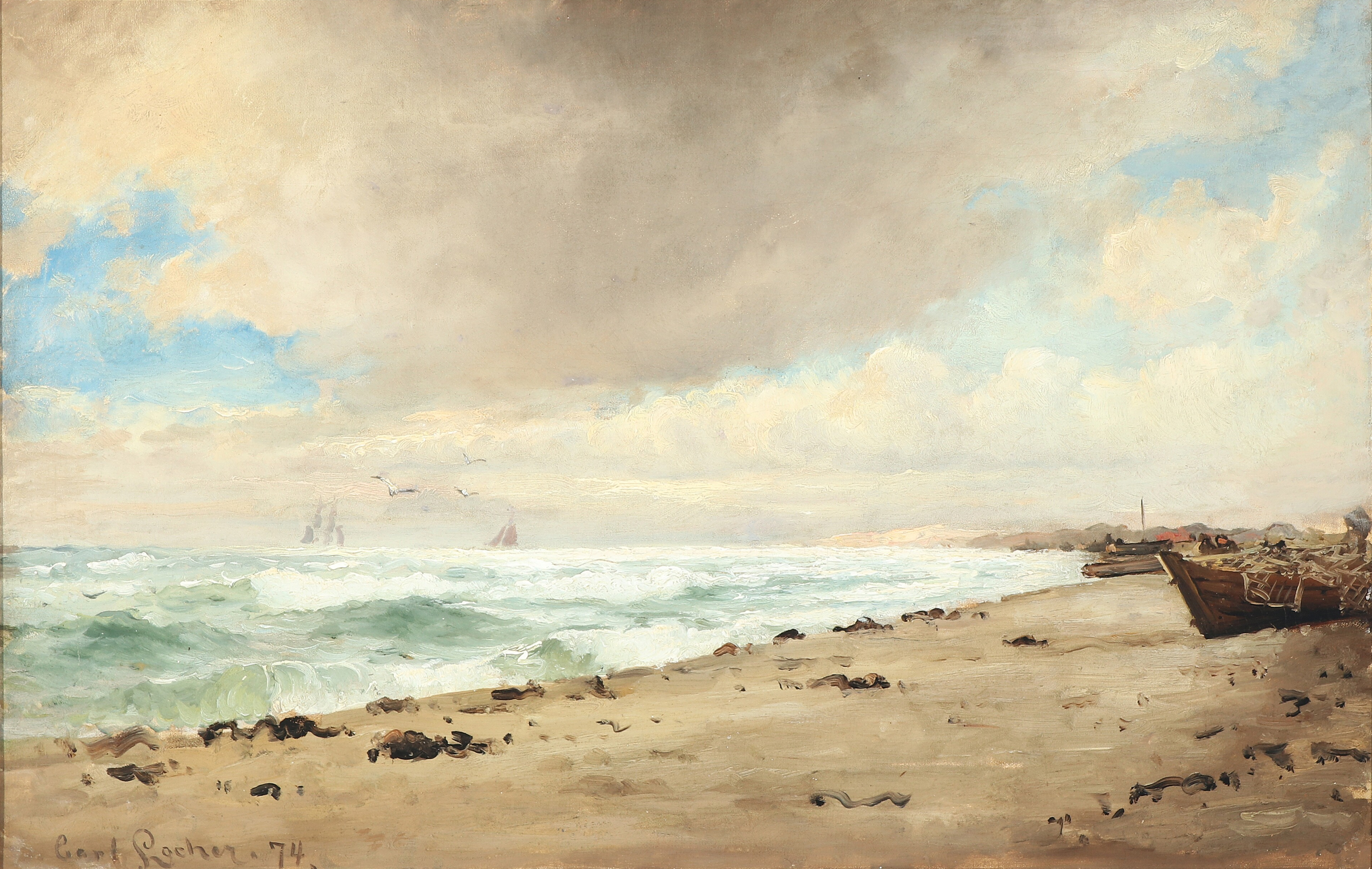
Küstenpartie an einem bewölkten Tag (1874)
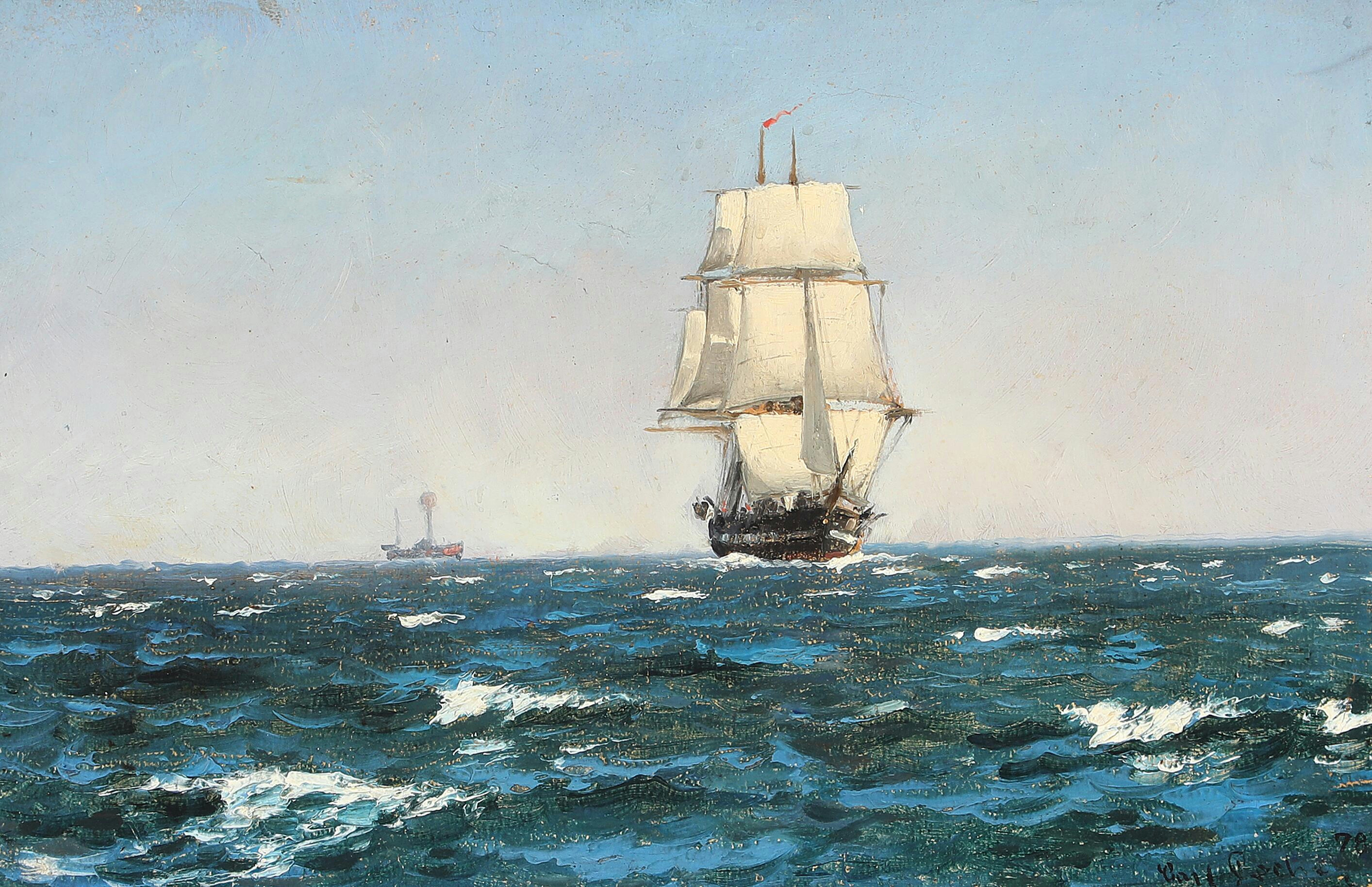
Das Segelschiff und ein Dampfer auf See (1878)
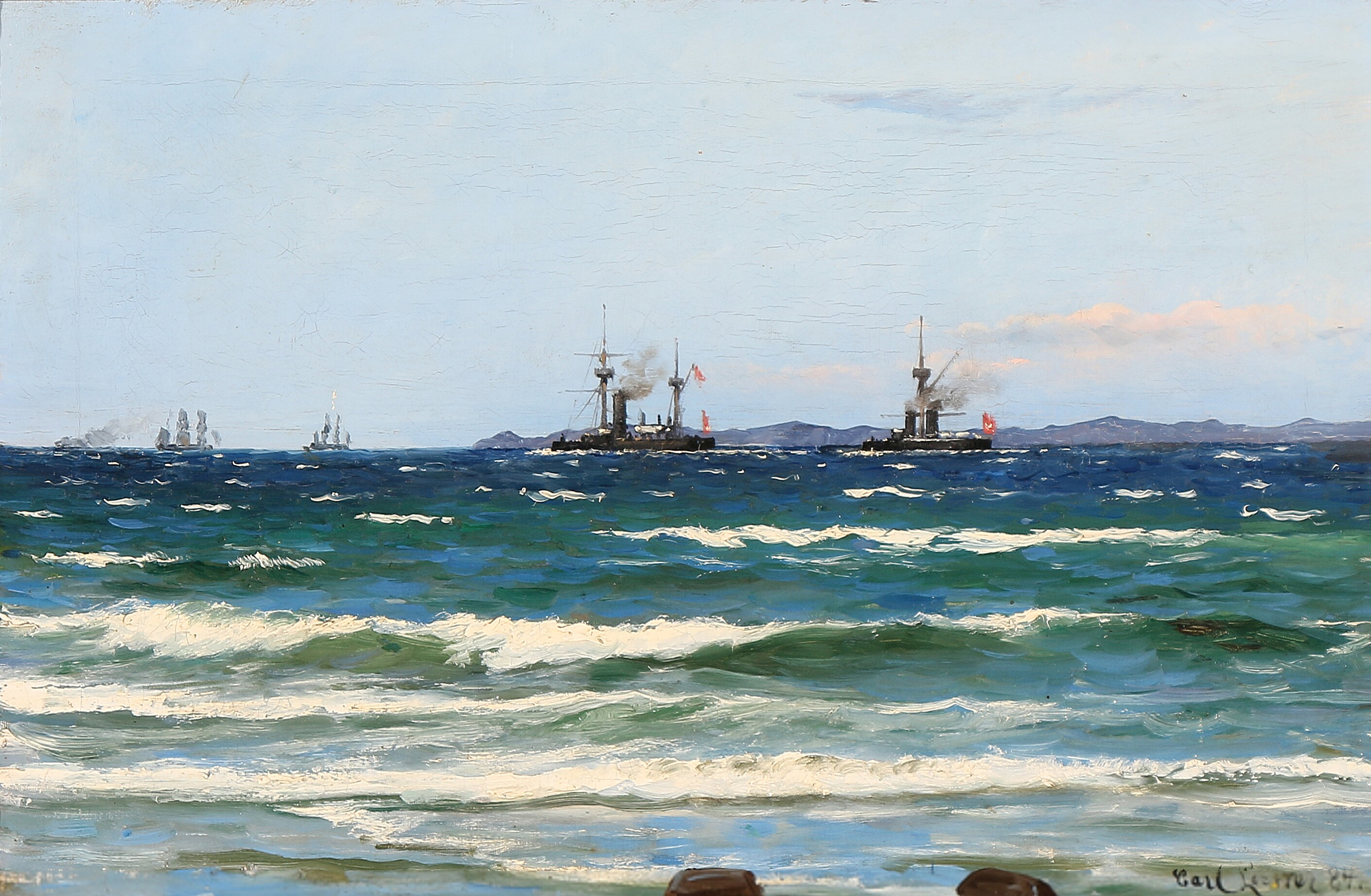
Die Panzerschiffe Helgoland und Tordenskjold vor Kullaberg (1884)
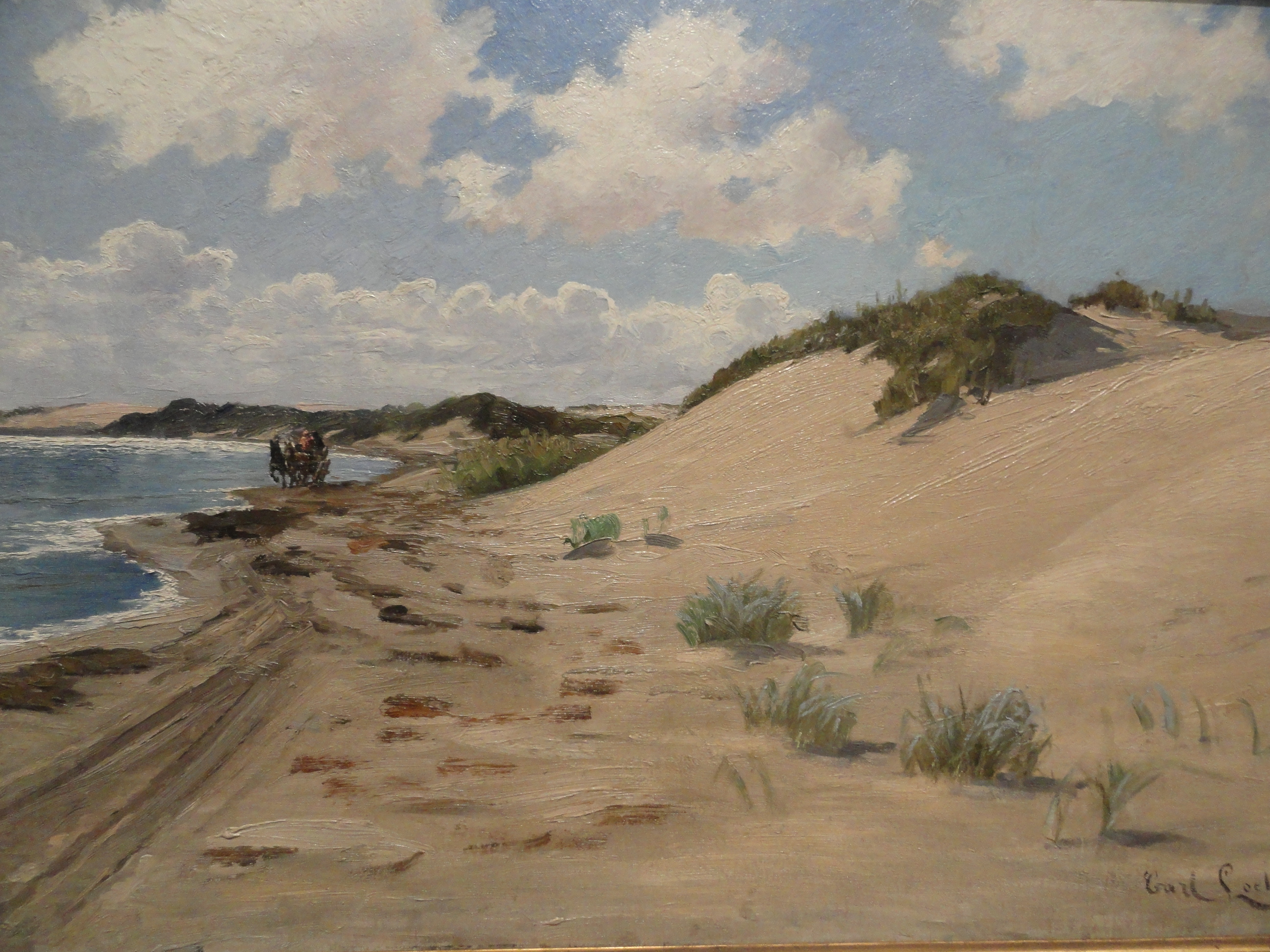
Die Postkutsche (um 1885)
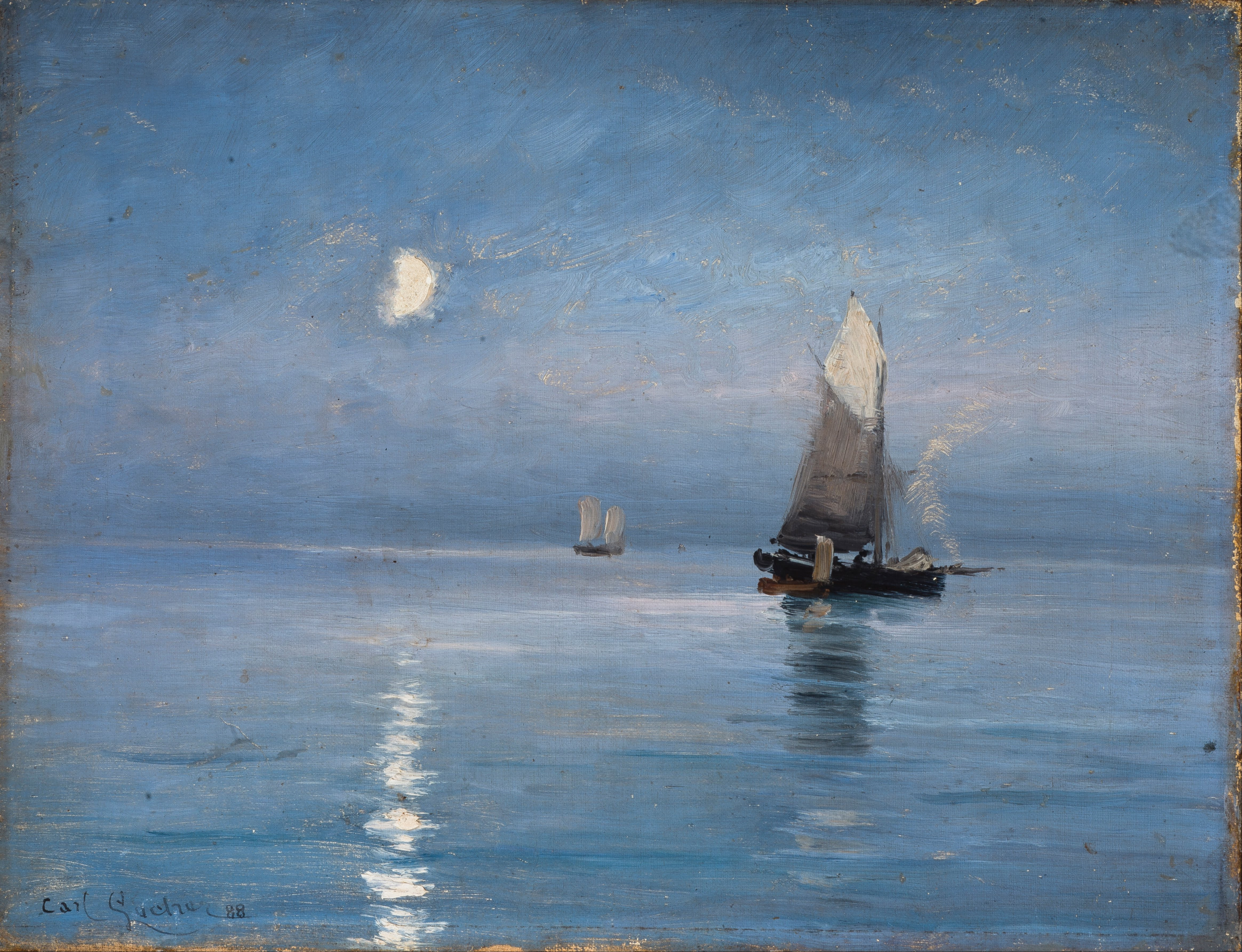
Fischkutter in der hellen Mondnacht (1888)
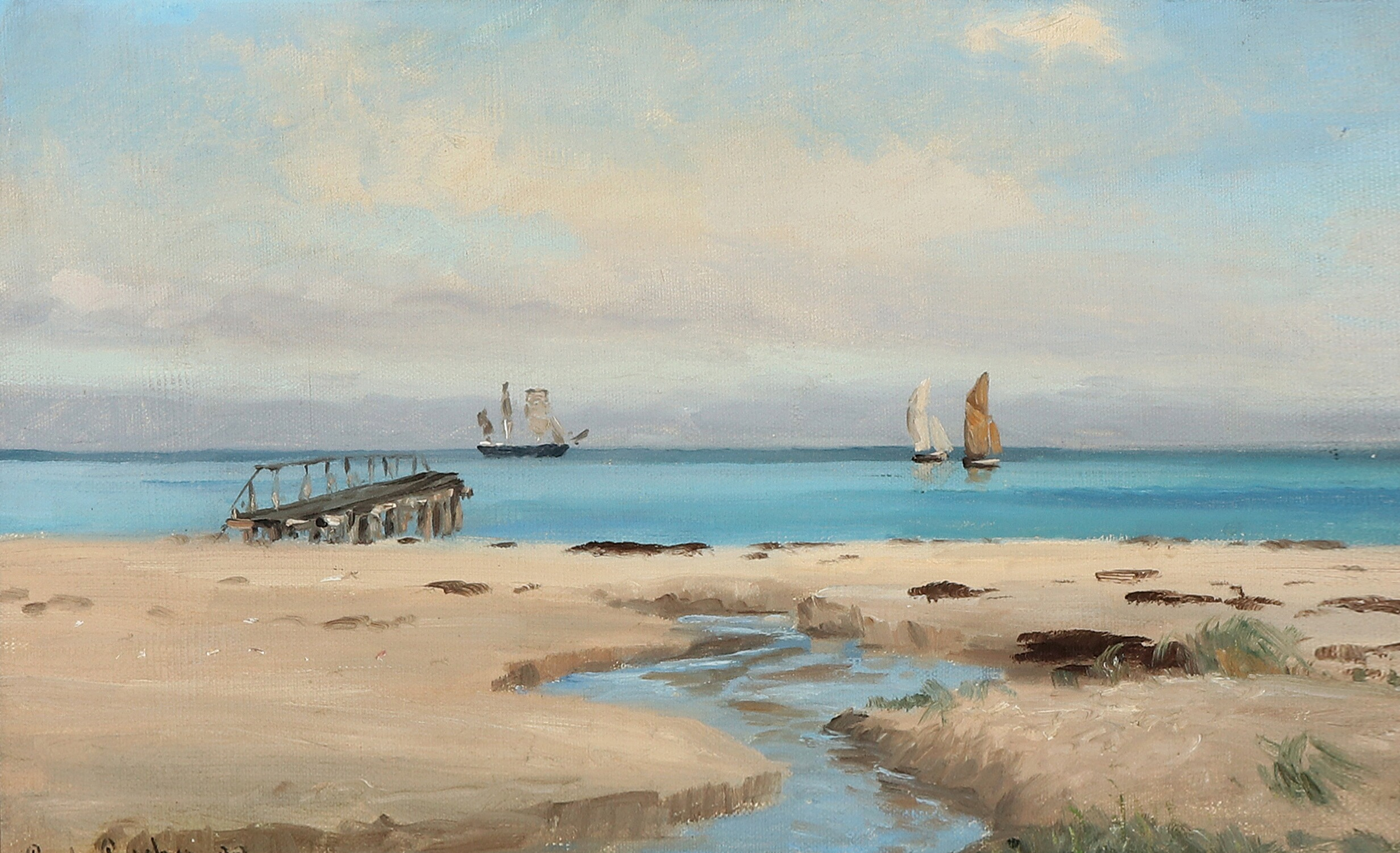
Küstenpartie mit Schiffen (1892)
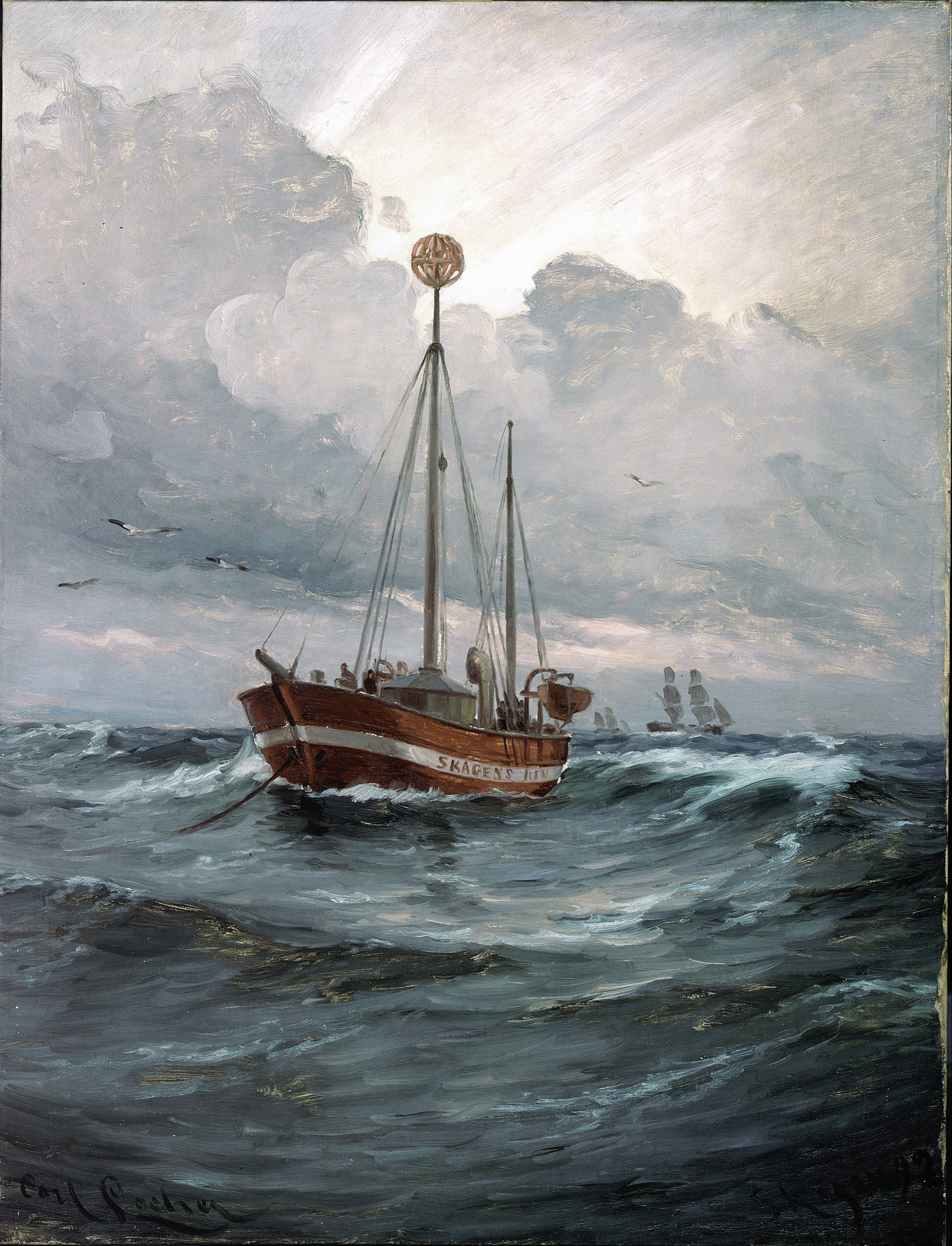
Feuerschiff am Riff von Skagen (1892)
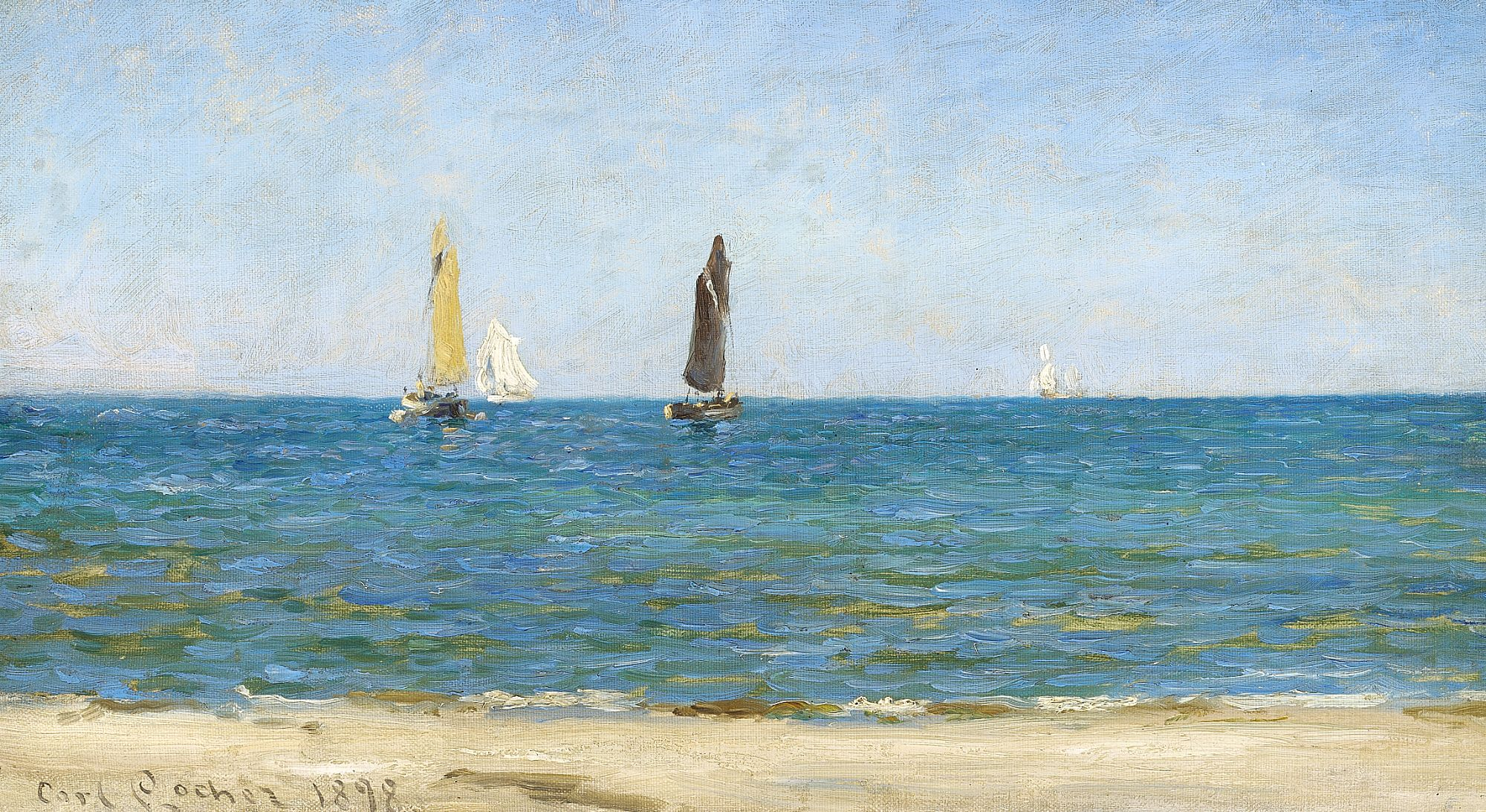
Segelschiffe vor Skagen Sønderstrand (1898)
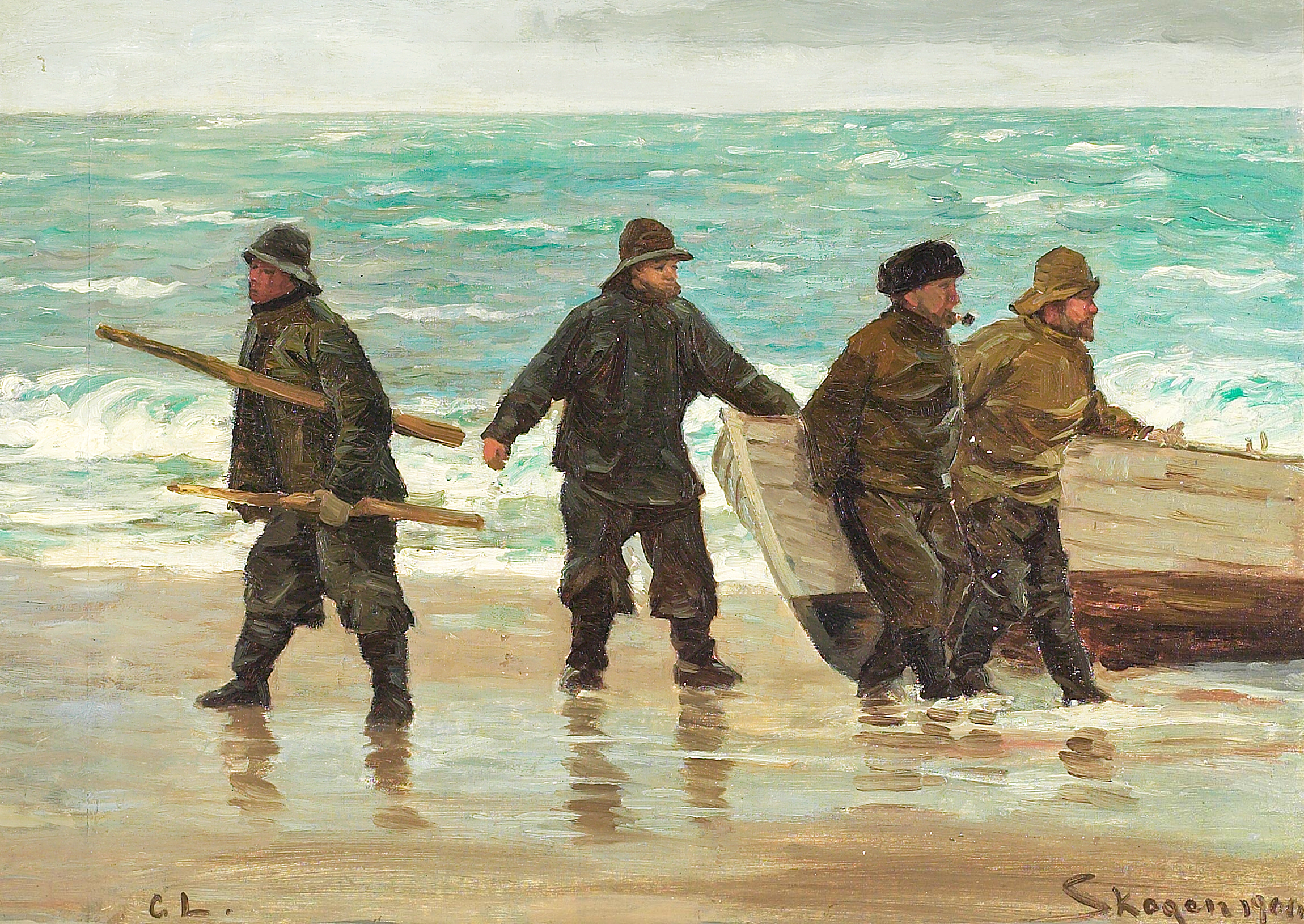
Fischer am Strand von Skagen (1900)
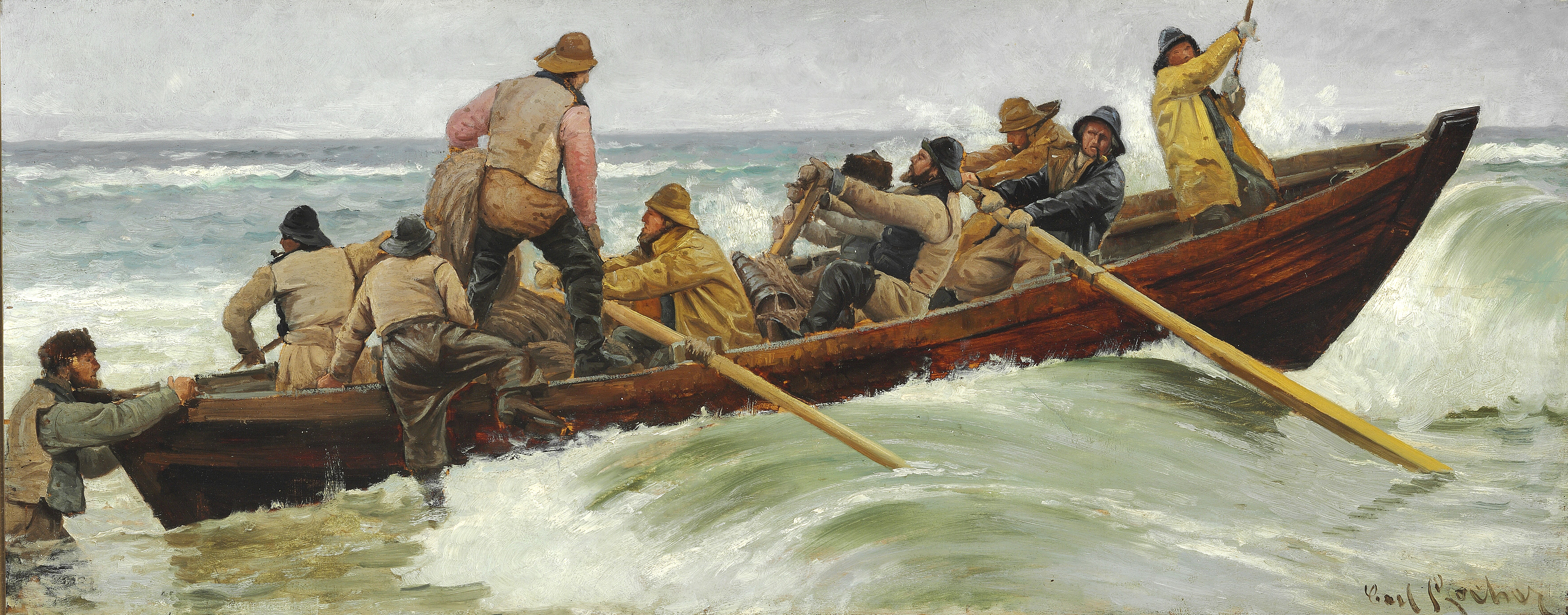
Das Rettungsboot fährt aus (vor 1911)